# Narożne okno

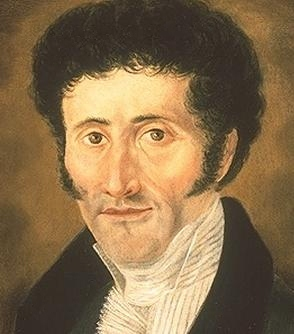
E.T.A. Hoffmann

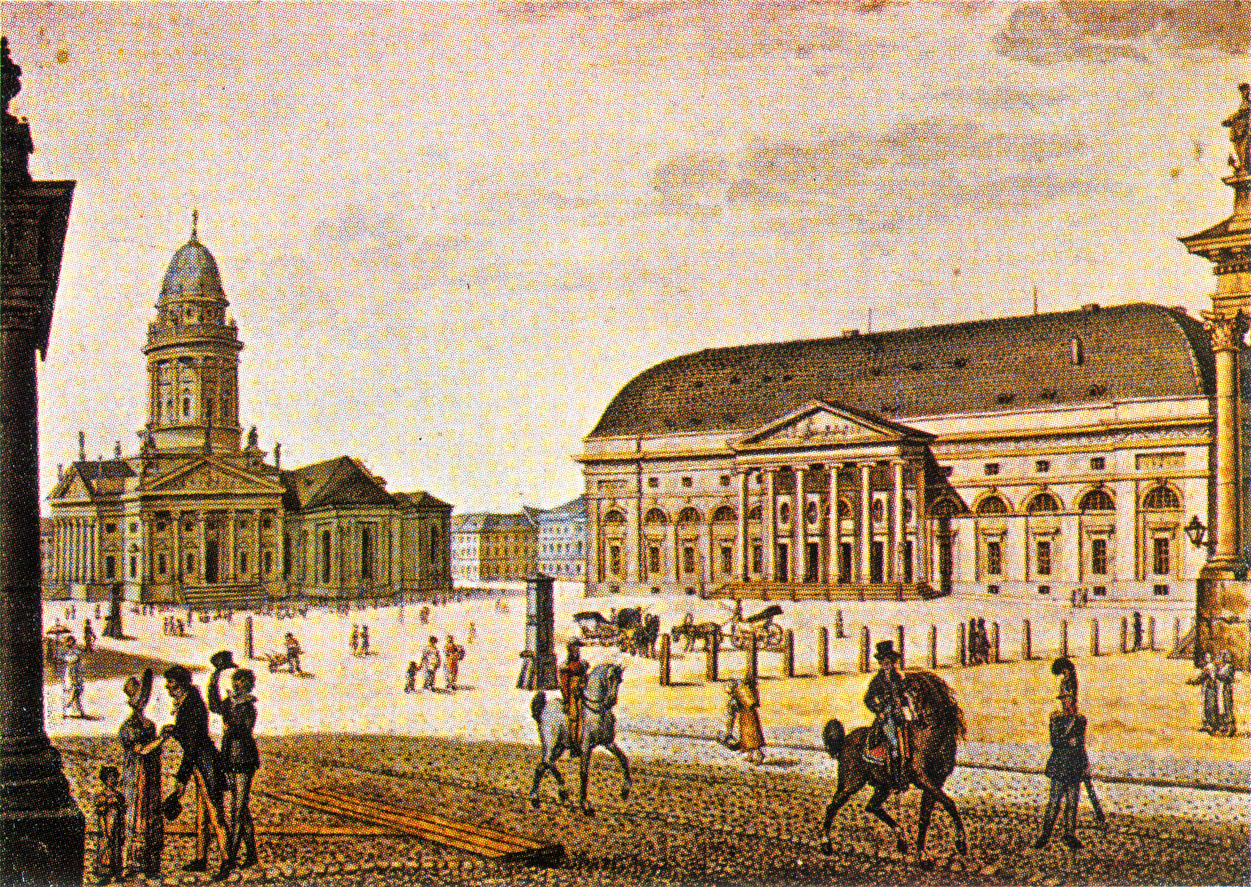
Gendarmenmarkt w roku 1815

Narożne okno (niem. Des Vetters Eckfenster) – jest opowiadaniem E.T.A. Hoffmanna, które ukazało się 4 maja 1822 roku na łamach gazety "Der Zuschauer".

## Opis fabuły
Narrator poszukuje w Berlinie swojego kuzyna, schorowanego pisarza. "Zgryźliwy inwalida" nie jest w stanie opuścić swojego mieszkania, jednak z "narożnego okna" ma widok na cały plac teatralny i obserwuje razem z jego gościem zgiełk na rynku. Z dialogu kuzynów rysują się sylwetki niektórych znajdujących się tam "aktorów". Okazjonalnie dochodzi również do dyskusji na temat stosunku inwalidy do przemysłu literackiego. Chory chce przybliżyć cieszącemu się dobrym zdrowiem narratorowi ideę "sztuki patrzenia", jednego z elementów pisarstwa.
Znane berlińskie ulice jak Charlottenstraße i Unter den Linden znajdują się w pobliżu mieszkania schorowanego pisarza. Opowiadanie jest częścią biografii ciężko chorego E.T.A. Hoffmanna. Autor mieszkał w Berlinie w pobliżu rynku Gendarmenmarkt naprzeciwko teatru. "Narożne okno" zostało ukończone 14 kwietnia 1822 roku. Dwa miesiące później, 25 czerwca, E.T.A. Hoffmann zmarł w Berlinie. 

## Fakty
- E.T.A. Hoffmann był zainspirowany twórczością pisarza Karla Friedricha Kretschmanna. W dziele pt. "Scarron przy oknie" (Scarron am Fenster), siedzi sparaliżowany francuski autor Paul Scarron - tak samo jak Hoffmann - przy oknie, obserwując przechodniów ze sporą dawką humoru[5].
- Gość zostaje wprowadzony podczas wizyty u swojego chorego kuzyna do "szkoły życia"[6].
- Dlaczego chory chce nauczyć zdrowego krewnego obserwacji?. Odpowiedź: "Z poznania rzeczywistości wzrasta fantazja twórcza[7]".
- E.T.A. Hoffmann był całkowicie sparaliżowany, kiedy dyktował to opowiadanie[7].